# Референдум о плане Вэнса — Оуэна
Референдум о плане Вэнса—Оуэна (серб. Референдум о Венс—Овеновом плану), состоящий из двух частей, прошёл в Республике Сербской 15-16 мая 1993 года. Избирателей спросили:

- Вы поддерживаете план Вэнса — Оуэна?
- Вы за право независимой Республики Сербской вступать в равноправные отношения с другими народами и государствами?

Оригинальный текст (серб.)
- Да ли сте за Венс–Овенов план?
- Да ли сте за самосталну Републику Српску правом Републике да ступа у равноправне односе са другим народима и државама?

Хотя президент Радован Караджич подписал план Вэнса-Оуэна 2 мая в Афинах, он был отклонён Народной скупщиной 6 мая и впоследствии вынесен на референдум, который был отклонён 97 % избирателей, в то время как предложение разрешить присоединиться к другим странам было одобрено таким же процентом.
Наблюдатели назвали референдум «фиктивным».

## Результаты
| Вопрос                                                    | За        | За    | Против    | Против | Голоса, признанные недействительными | Всего голосов | Численность избирателей | Явка  | Результат |
| Вопрос                                                    | Голоса    | %     | Голоса    | %      | Голоса, признанные недействительными | Всего голосов | Численность избирателей | Явка  | Результат |
| --------------------------------------------------------- | --------- | ----- | --------- | ------ | ------------------------------------ | ------------- | ----------------------- | ----- | --------- |
| Мирный план Вэнса-Оуэна                                   | 35 212    | 3,21  | 1 060 348 | 96,79  | 6 657                                | 1 102 223     | 1,200,772               | 91,79 | Против    |
| Республика Сербская может присоединиться к другим странам | 1 061 140 | 96,87 | 34 323    | 3,13   | 6 754                                | 1 102 223     | 1,200,772               | 91,79 | За        |
| Источник: Прямая демократия.                              |           |       |           |        |                                      |               |                         |       |           |